# Liste der geschützten Landschaftsbestandteile im Landkreis Kulmbach
Im Landkreis Kulmbach gab es im Februar 2023 insgesamt 36 ausgewiesene geschützte Landschaftsbestandteile.

## Geschützte Landschaftsbestandteile
| Alter Steinbruch auf der Sessenreuther Höhe                        | BW | LB-00690 | Wirsberg                                   | ⊙ | 0,47 |  |
| Bachufer der Dornlach bei Unterdornlach                            | BW | LB-00689 | Kulmbach                                   | ⊙ | 0,19 |  |
| Biotopkomplex auf Mager- und Trockenstandorten östlich von Wonsees | BW | LB-00672 | Wonsees Zwei Teilflächen:                  | ⊙ | 6,72 |  |
| Bocksleite                                                         | BW | LB-00677 | Trebgast, Neuenmarkt                       | ⊙ | 8,07 |  |
| Dörflesbach bei Buchau                                             | BW | LB-00664 | Mainleus                                   | ⊙ | 4,41 |  |
| Feuchtbereich Bärneck in Tannenwirtshaus                           | BW | LB-00839 | Marktleugast, Grafengehaig                 | ⊙ | 1,03 |  |
| Feuchtbereich bei Feuln                                            | BW | LB-00796 | Trebgast                                   | ⊙ | 0,96 |  |
| Feuchtbereich bei Unterzinkenflur                                  | BW | LB-00687 | Neudrossenfeld                             | ⊙ | 2,49 |  |
| Feuchtbereich südlich von Oberzettlitz                             | BW | LB-00798 | Thurnau, Kulmbach                          | ⊙ | 2,78 |  |
| Feuchtflächen in den Stückel- und Reuthwiesen                      | BW | LB-00849 | Neudrossenfeld Zwei Teilflächen:           | ⊙ | 2,49 |  |
| Feuchtgebiet mit Halbtrockenrasen bei Eberhardtsreuth              | BW | LB-00675 | Neudrossenfeld                             | ⊙ | 7,18 |  |
| Feuchtgebiet nordöstlich von Dreschen                              | BW | LB-00832 | Neudrossenfeld Zwei Teilflächen:           | ⊙ | 2,31 |  |
| Frauenreuter Weiher                                                | BW | LB-00807 | Marktleugast                               | ⊙ | 5,74 |  |
| Görauer Anger                                                      |    | LB-00800 | Kasendorf                                  | ⊙ | 6,85 |  |
| Halbtrockenrasen am Ordenbrunnen                                   | BW | LB-00861 | Thurnau                                    | ⊙ | 2,32 |  |
| Halbtrockenrasen bei Kauerndorf                                    | BW | LB-00795 | Ködnitz Drei Teilflächen:                  | ⊙ | 2,25 |  |
| Halbtrockenrasen bei Kübelhof                                      | BW | LB-00821 | Rugendorf                                  | ⊙ | 1,97 |  |
| Halbtrockenrasen bei Leesau                                        | BW | LB-00794 | Thurnau Zwei Teilflächen:                  | ⊙ | 5,50 |  |
| Halbtrockenrasen nordöstlich von Trumsdorf                         |    | LB-00921 | Thurnau                                    | ⊙ | 5,76 |  |
| Hangflächen am Katzbach                                            | BW | LB-00809 | Rugendorf Zwei Teilflächen:                | ⊙ | 5,40 |  |
| Heubscher Röhricht                                                 | BW | LB-00746 | Kasendorf                                  | ⊙ | 0,71 |  |
| Hummendorfer Wäldchen                                              | BW | LB-00744 | Untersteinach                              | ⊙ | 3,26 |  |
| Kirchleuser Knock                                                  | BW | LB-00643 | Kulmbach Zwei Teilflächen:                 | ⊙ | 5,97 |  |
| Kopfweidenbestand bei Schlömen                                     | BW | LB-00843 | Neuenmarkt                                 | ⊙ | 0,85 |  |
| Kopfweidenbestand zwischen Döllnitz und Heubsch                    | BW | LB-00697 | Kasendorf Drei Teilflächen:                | ⊙ | 4,39 |  |
| Krähenhügel                                                        | BW | LB-00877 | Ludwigschorgast                            | ⊙ | 1,40 |  |
| Lindauer Moor                                                      | BW | LB-00745 | Trebgast                                   | ⊙ | 6,33 |  |
| Main - Altwasser südlich von Pölz                                  | BW | LB-00784 | Mainleus Zwei Teilflächen:                 | ⊙ | 2,43 |  |
| Peterleinstein bei Kupferberg                                      |    | LB-00674 | Kupferberg                                 | ⊙ | 5,02 |  |
| Pfarrwäldchen Kasendorf                                            | BW | LB-00741 | Kasendorf                                  | ⊙ | 8,85 |  |
| Rauher Berg bei Schwingen                                          | BW | LB-00875 | Trebgast, Neudrossenfeld Zwei Teilflächen: | ⊙ | 10,4 |  |
| Sandmagerrasen bei Köstenberg                                      | BW | LB-01660 | Presseck                                   | ⊙ | 0,33 |  |
| Schilfgebiet bei Buch am Sand                                      | BW | LB-00811 | Neudrossenfeld                             | ⊙ | 2,23 |  |
| Steinbruch am Theiserberg                                          | BW | LB-01661 | Kulmbach                                   | ⊙ | 7,89 |  |
| Weiher- und Feuchtgebiet südöstlich von Fohlenhof                  | BW | LB-00801 | Neudrossenfeld                             | ⊙ | 3,82 |  |
| Zwergstrauchheide bei Pechgraben                                   | BW | LB-00691 | Neudrossenfeld                             | ⊙ | 0,43 |  |
| Legende für Geschützter Landschaftsbestandteil                     |    |          |                                            |   |      |  |